# Inside Story
Inside Story (español: Historia interior) es el octavo álbum de estudio de Grace Jones y su primer álbum grabado por Manhattan Records. A diferencia de sus lanzamientos anteriores, Jones tuvo una participación importante en la composición (coescribió todas las canciones) y la producción, de la que estuvo a cargo junto a Nile Rodgers. 
El álbum es el primer producto de un contrato millonario que Jones firmó con Manhattan Records, que realizó una importante inversión en publicidad para difundirlo en el marcado estadounidense. En este sentido, es uno de sus trabajos comercialmente más exitosos y el primer sencillo, "I'm Not Perfect (But I'm Perfect for You)", se convirtió en su mayor éxito en el Billboard Hot 100 (N° 63) y en un gran éxito de baile (N° 2 en el Hot Dance Club Play). Los siguientes sencillos fueron "Party Girl", "Crush" y "Victor Should Have Been a Jazz Musician", que tuvieron lanzamientos diferidos geográfica y temporalmente. La placa recibió una certificación de Plata en Reino Unido.
La carátula del álbum fue diseñado por Richard Bernstein, quien había trabajado anteriormente con Grace Jones en los álbumes Portfolio, Fame y Muse. El video de "I'm Not Perfect" fue dirigido por Jones y contó con apariciones y colaboraciones de artistas como Keith Haring (que pintó el cuerpo de la cantante) y Andy Warhol. Se trata de una de las últimas grabaciones de ambos antes de sus fallecimientos.
Una edición remasterizada del álbum fue lanzado en 2004 en el sello EMI.

## Lista de canciones
Todas las canciones escritas y compuestas por Grace Jones y Bruce Woolley. 
| Inside Story |                                             |          |  |
| N.º          | Título                                      | Duración |  |
| 1.           | «I'm Not Perfect (But I'm Perfect for You)» | 3:57     |  |
| 2.           | «Hollywood Liar»                            | 3:50     |  |
| 3.           | «Chan Hitchhikes to Shanghai»               | 4:33     |  |
| 4.           | «Victor Should Have Been a Jazz Musician»   | 4:42     |  |
| 5.           | «Party Girl»                                | 3:44     |  |
| 6.           | «Crush»                                     | 3:27     |  |
| 7.           | «Barefoot in Beverly Hills»                 | 4:07     |  |
| 8.           | «Scary but Fun»                             | 3:55     |  |
| 9.           | «White Collar Crime»                        | 4:59     |  |
| 10.          | «Inside Story»                              | 4:31     |  |
| 41:57        |                                             |          |  |

## Créditos
- Grace Jones - voz, letras, producción
- Nile Rodgers - producción
- Lenny Pickett - saxofón tenor
- Stan Harrison - saxofón alto
- Steve Elson - saxofón barítono y flauta
- Mac Gollehon - trompeta
- James Farber - grabación y mezcla
- Scott Ansell, Knut Bohn - ingenieros secundarios
- Budd Tunick - director de producción
- Richard Bernstein - diseño de portada, producida por Napoleon Video Graphics
- Grabado digitalmente y mezclado en Skyline Studios, Nueva York
- Editado digitalmente por Barry Diament en Atlantic Studios, Nueva York
- Masterizado por Greg Calbi en Sterling Sound, Nueva York
- Todos los temas arreglados por Nile Rodgers y Bruce Woolley
- Todos los equipos de grabación digital PCM de Sony
- Interfaz digital, secuenciación y programación de batería por Kevin Jones en Synclavier sistema I

## Listas musicales
| Lista musical (1986-1987)           | Posición |
| ----------------------------------- | -------- |
| Alemania (Offizielle Top 100)       | 38       |
| Australia (Kent Music Report)       | 51       |
| Austria (Ö3 Austria)                | 15       |
| EE. UU. (Billboard Top R&B Albums)  | 26       |
| EE. UU. (Billboard Hot 200)         | 81       |
| Europa (Music & Media)              | 29       |
| Finlandia (Suomen virallinen lista) | 25       |
| Nueva Zelanda (RMNZ)                | 12       |
| Reino Unido (Official Albums Chart) | 61       |
| Suecia (Sverigetopplistan)          | 34       |
| Suiza (Schweizer Hitparade)         | 30       |